# Relativistisk gas
En relativistisk gas er en gas, hvor de enkelte gaspartikler bevæger sig tæt på lysets hastighed, og hvor de relativistiske effekter derfor ikke kan ignoreres. For en klassisk mekanisk gas såsom idealgassen er en partikels energi {\displaystyle E} givet ved den kinetiske energi:
{\displaystyle E={\frac {p^{2}}{2m}}}
hvor {\displaystyle m} er massen, og {\displaystyle p} er impulsen. I den specielle relativitetsteori er det dog kun en tilnærmelse for små hastigheder, og det mere generelle udtryk for energi er i stedet:
{\displaystyle E={\sqrt {(pc)^{2}+(mc^{2})^{2}}}}
hvor {\displaystyle c} er lysets fart. Det ses, at partiklen har energi, selvom impulsen er nul. Dette er hvileenergien.

## Ultrarelativistisk gas
I den ultrarelativistisk grænse, hvor impulsen er meget stor
{\displaystyle p\gg mc}
er energien tilnærmelsesvist proportional med impulsen:
{\displaystyle E=pc}
Fra kvantemekanikken vides det, at impulsen er proportional med bølgetallet {\displaystyle k}, hvor proportionalitetskonstanten er Plancks reducerede konstant {\displaystyle \hbar }:
{\displaystyle E=\hbar kc}
Tilstandstætheden {\displaystyle g} afhænger også af {\displaystyle k}:
{\displaystyle g(k)={\frac {Vk^{2}}{2\pi ^{2}}}}
hvor {\displaystyle V} er gassen volumen. Dermed bliver tilstandssummen {\displaystyle Z} for en enkelt gaspartikel
{\displaystyle {\begin{aligned}Z&=\int _{0}^{\infty }{\text{e}}^{-\beta E}g(k){\text{d}}k\\Z&=\int _{0}^{\infty }{\text{e}}^{-\beta \hbar kc}{\frac {Vk^{2}}{2\pi ^{2}}}{\text{d}}k\end{aligned}}}
hvor eksponential-funktionen er Boltzmann-fordelingen, og {\displaystyle \beta } er én over Boltzmanns konstant {\displaystyle k_{\text{B}}} gange temperaturen {\displaystyle T}:
{\displaystyle \beta ={\frac {1}{k_{\text{B}}T}}}
Tilstandssummen kan evalueres ved at substituere den variable med {\displaystyle x}:
{\displaystyle x=\beta \hbar ck}
Integralet kan altså skrives som:
{\displaystyle Z={\frac {V}{2\pi ^{2}(\beta \hbar c)^{3}}}\int _{0}^{\infty }{\text{e}}^{-x}x^{2}{\text{d}}}
Selve integralet er blot lig med gammafunktionen, der her er lig med fakultetet af 2, der igen blot er lig med 2:
{\displaystyle Z={\frac {V}{2\pi ^{2}(\beta \hbar c)^{3}}}2!={\frac {V}{\pi ^{2}(\beta \hbar c)^{3}}}}
Ved at indsætte udtrykket for {\displaystyle \beta } ses det, at:
{\displaystyle Z={\frac {k_{\text{B}}^{3}}{\pi ^{2}(\hbar c)^{3}}}VT^{3}}
Det ses, at tilstandssummen er proportional med temperaturen opløftet i tredje potens.